# 希洛·格林
希洛·格林（英語：CeeLo Green，1975年5月30日—），本名湯瑪斯·迪卡洛·卡拉威（Thomas DeCarlo Callaway），是一名美國歌手，出生於喬治亞州亞特蘭大。